# Distrito electoral local 9 de Chiapas
El IX Distrito Electoral de Chiapas, Distrito de Palenque, Distrito IX o IX Palenque es uno de los 24 distritos electorales uninominales de Chiapas. Su cabecera distrital es la ciudad de Palenque.
Se conforma por los siguientes municipios:
- Palenque
- Catazaja
- La Libertad
- Salto de Agua

## Localización
El Distrito de Palenque se encuentra al noreste de Chiapas, limita al norte y al oeste con el estado mexicano de Tabasco, al sur con los distritos de Yajalon y Ocosingo y al este con el estado mexicano de Campeche.
| Noroeste: Tabasco, México     | Norte: Tabasco, México    | Noreste: Campeche, México     |
| Oeste: Tabasco, México        |                           | Este: Campeche, México        |
| Suroeste: Distrito de Yajalon | Sur: Distrito de Ocosingo | Sureste: Distrito de Ocosingo |